# Quintette pour cordes no 1 de Mendelssohn
Pour les articles homonymes, voir Quintette pour cordes.
Le Quintette pour deux violons, deux altos et violoncelle no 1 en la majeur opus 18 (MWV R 21) de Felix Mendelssohn est composé en 1826. Le second mouvement initial un menuet en fa dièse mineur sera remplacé en 1832 par un intermezzo. Il est créé à Paris en 1832, publié à Bonn chez Simrock avant la création allemande le 19 mars 1836.

## Structure
1. Allegro con moto (à 
)
2. Intermezzo (en fa majeur, à 
)
3. Scherzo (en ré mineur, à 
)
4. Allegro vivace (en la majeur, à 
)

- Durée d'exécution : vingt sept minutes.

## Source
- François-René Tranchefort (dir.), Guide de la musique de chambre, Paris, Fayard, coll. « Les Indispensables de la musique », 1987, 995 p. (ISBN 2-213-02403-0, OCLC 21318922, BNF 35064530), p. 572.